# Zahlcení sítě
Zahlcení sítě (anglicky network congestion) je v informatice označení pro situaci, kdy dojde k zaplnění přenosové kapacity, začnou se plnit vyrovnávací paměti (buffery), čímž se aktivní prvky v počítačové síti snaží překlenout chvilkové zahlcení přenosového média. Tím dochází ke zvětšování latence (zpoždění), ztrátám datagramů nebo nemožnosti navazovat další spojení.

## Popis funkce
K vyčerpání přenosové kapacity může například snadno dojít, když uživatel začne stahovat z Internetu větší objemy dat, které na delší dobu plně využijí kapacitu jeho linky k jeho poskytovateli připojení k Internetu (providerovi).

### Využití zahlcení pro regulaci datových přenosů
V současných sítích (např. IEEE 802.11 s CSMA/CA, původní Ethernet, pohyblivá okénka u TCP) je reakce na zahlcení sítě využívána k dosažení nové rovnováhy, kdy ke ztrátám (ještě) nedochází. Používá se k tomu exponenciální (tj. rychlé) zpomalení ve chvíli, kdy dojde ke ztrátám a následně dohodnutý způsob co nejrychlejšího návratu k co nejvyšší rychlosti, kdy ještě nedochází k zahlcení sítě. V ideálním případě (za předpokladu, že nikdo nepodvádí rychlejším zvýšením rychlosti) dojde k rovnoměrnému rozdělení celkové přenosové kapacity. V dřívější době byly proto populární různé „akcelerátory“, které při stahování větších objemů dat navázaly více paralelních spojení (každé stahovalo jinou část dat), a tím vysoutěžily pro uživatele větší šířku přenosového pásma (tj. vyšší rychlost ze sdíleného datového připojení). V poslední době se tomuto triku provideři brání tím, že zákazníkům regulují jejich maximální přenosovou rychlost pomocí FUP, a proto tyto nástroje ztratily reálný význam (uživatel ani využitím více spojení nedosáhne vyšší rychlosti, než dovoluje FUP).
Slovo akcelerátor je v prohlížeči Internet Explorer od firmy Microsoft používáno od doby výše zmíněných akcelerátorů datových přenosů místo běžného označení „plugin“ pro evokaci zrychlení, avšak nikoliv datových přenosů, ale údajně jako zrychlení práce uživatele (tj. zažité označení bylo využito jako marketingový nástroj).

### Problém zahlcení při ztrátách na lince
Metoda zahazování datagramů pro regulaci a řešení zahlcení sítě koliduje s řešením situace na datových linkách, které vykazují velké ztráty z jiného důvodu, než je zahlcení (např. rušení u Wi-Fi), protože klient detekuje ztráty a reaguje na ně jako by došlo k zahlcení, takže sníží rychlost přenosu. Výsledkem jsou pak nefunkční datové přenosy přes protokol TCP. Proto se nedoporučuje, aby ztráty na datových linkách překročily zhruba 5 % (do této hranice je schopen algoritmus pohyblivých okének v TCP protokolu správně reagovat).